# Association républicaine des anciens combattants
Pour les articles homonymes, voir Arac.
L’Association républicaine des anciens combattants (ARAC) est une association d'anciens combattants, proche du Parti communiste français, créée en 1917.

## Historique de l'ARAC
L'ARAC est fondée en novembre 1917, durant la Première Guerre mondiale, par Raymond Lefebvre, Henri Barbusse — son premier président —, Georges Bruyère et Paul Vaillant-Couturier, anciens combattants de la Première Guerre mondiale et souvent militants de la SFIO et de la SFIC.
Ils lui fixent quatre principaux objectifs : 
- obtenir, défendre et étendre les droits à réparation des anciens combattants et victimes de guerre ;
- rassembler les hommes et les femmes dans l'action contre la guerre, pour la paix et la solidarité entre les peuples ;
- cultiver la mémoire de l'histoire dans un esprit de vérité.
- promouvoir les idéaux républicains de liberté, d'égalité et de fraternité et lutter contre le colonialisme et le fascisme[1].

Dans l'entre-deux-guerres, l'Arac est la grande organisation d'anciens combattants communistes (proche du Parti communiste), tandis que beaucoup d'autres organisations, telle l'Union nationale des combattants, sont — du moins en ce qui concerne leurs dirigeants —, attirées par un certain nationalisme voire un activisme nationaliste. Néanmoins, le 6 février 1934, l'ARAC appelle à manifester place de la Concorde, avec les autres associations d'anciens combattants. 
En octobre 1939, l'association est dissoute en même temps que les autres organisations communistes. Le journal de l'ARAC, Le Réveil des combattants, recommence à paraître en octobre 1945 (no 1).
Après la Seconde Guerre mondiale, son siège se trouve 45 rue du Faubourg-Montmartre (9e arrondissement de Paris).

## L'Arac aujourd'hui
Les principales missions de l'Arac actuellement sont :
- Des services juridiques et sociaux (obtention de la Carte du combattant, du titre de Reconnaissance de la nation, de la retraite du combattant, etc. L'assistance d'un avocat et d'un médecin-conseil pour l'obtention des pensions militaires d'invalidité).
- La Mutuelle de Retraite, la Mutuelle de Santé (rente mutualiste ancien combattant, aide aux frais d'obsèques, complémentaire santé).

Le journal de l'ARAC, Le Réveil des combattants, est tiré à 60 000 exemplaires en 2018[réf. nécessaire].
Depuis plusieurs années, il n'y a plus de service juridique et social. Le service voyages n'existe plus. La Mutuelle de l'ARAC est un organisme indépendant de l'ARAC.
Le siège de l'ARAC se trouve désormais à 2 place du Méridien à Villejuif. 

### Mouvements associés à l'Arac
- Comité du Village de l’Amitié au Vietnam (Vanh Can).
- ARAC–Cuba–Solidarité.
- Centre national de la mémoire de l’histoire de l’ARAC.
- Les Amis d'Henri Barbusse-La Maison d'Henri Barbusse.
- Les Amis de Paul Vaillant-Couturier.